# Lövölde (Brassó)
A brassói Lövölde (románul: Casa de tir, németül: Schützenhaus) a Cenk északnyugati oldalában, a Takácsok bástyája közelében épült kastély és a hozzá tartozó lőtér volt. 1864–1865 között építették a szász lövészegylet számára, és 1916-ban semmisült meg. Eredeti funkciója mellett a brassóiak kedvelt szórakozóhelye is volt.

## Története
A helyet már a 16. században lőtérként használták (Czylstatt); legelőször 1520 körül említik. Állandó hadsereg hiányában a középkori városok védelmének megszervezése a helyi céhekre hárult, melyeknek tagjai a várfalakon kívüli lőtereken gyakorolták a célbalövést. A 17. században feljegyezték, hogy vasárnapi délutánokon a Czylstatton a brassói céhek és testvériségek tagjai és a szász gimnázium diákjai gyakoroltak. A lőtér leégett az 1689-es tűzvészben; később itt egy temetőt létesítettek, ahol a csavargókat, koldusokat földelték el.
A 19. században a lövészetet katonai funkciója mellett sporttevékenységként is kezdték űzni. 1861-ben megalakult a Brassói Szász Lövészegylet (Kronstädter Sächsischen Schützenverein), az első ilyen jellegű egyesület a mai Románia területén. Az egylet számára Peter Bartesch városi építész tervei alapján 1864–1865 között felépítették a Lövölde (Schützenhaus) háromszintes, neoreneszánsz stílusú épületét az egykori Czylstatt környékén. Mellette lőtér és tekepálya volt; az utóbbit 1898-ban megszüntették, helyére dísztermet, zenepavilont, és egy éttermet építettek.
Megjegyzendő, hogy egyes források (Aldea, Oltean) helytelenül Scarlat Ghica (1830–1882) román herceget jelölik meg, mint a brassói lövészegylet elnökét. A valóságban Scarlat Ghica a bukaresti lövészegylet tiszteletbeli elnöke volt, és ezen minőségében részt vett a brassói Lövölde 1865. júliusi felavatásán.
A Lövölde eredeti funkciója mellett az elegáns brassói közönség kedvelt szórakozóhelye, a város kulturális életének egyik meghatározó intézménye volt, többek között helyet adott a Szász Néppárt (zöldszászok és feketeszászok) találkozóinak is. Termeit szász városok címerei, vadásztrófeák, és lovagi páncélok díszítették.
Az első világháború alatt, 1916-ban (más források szerint 1918-ban) a lövölde épülete leégett. A hozzá tartozó lőteret katonai célokra sajátították ki, és itt hozták létre a bolgárszegi katonai temetőt („Hősök temetője”), ahol főleg a Brassó 1916. októberi visszafoglalásakor elesett osztrák, magyar, és német katonák nyugszanak. A lövölde helyén később egy 130 ágyas bentlakást építettek a falvakról beáramló inasok számára, akiknek elhelyezése már a világháború előtt is problémás volt. Ezt az épületet a hatalomra kerülő kommunisták 1948-ban államosították; kereskedelmi, jogi, majd erdészeti középiskola működött benne, többször felújították és átépítették. A rendszerváltás után visszaszolgáltatták az evangélikus egyháznak.